# Dvärgmotmot
Dvärgmotmot (Hylomanes momotula) är en fågel i familjen motmoter inom ordningen praktfåglar.

## Utbredning och systematik
Dvärgmotmot placeras som enda art i släktet Hylomanes. Den delas in i tre underarter med följande utbredning:
- H. m. chiapensis – Stilla havets kustlinje i södra Mexiko (Chiapas)
- H. m. momotula – södra Mexiko (Veracruz) till Honduras
- H. m. obscurus – nordvästra Costa Rica till nordvästra hörnet av Colombia

## Status och hot
Arten har ett stort utbredningsområde, men tros minska i antal, dock inte tillräckligt kraftigt för att den ska betraktas som hotad. Internationella naturvårdsunionen IUCN listar arten som livskraftig (LC). Beståndet uppskattas till i storleksordningen 20 000 till 50 000 vuxna individer.